# Iván Barton
Iván Barton, né le 27 janvier 1991 à Santa Ana, est un arbitre salvadorien de football.

## Biographie
Le 19 mai 2022, il est sélectionné pour être un des trente-six arbitres de la Coupe du monde de football 2022,.

## Désignations majeures
Iván Barton a participé comme arbitre dans les compétitions suivantes :
- Gold Cup 2019[3]
- Gold Cup 2021[4]
- Jeux olympiques d'été de 2020[5]
- Coupe du monde de football 2022
- Ligue des nations de la CONCACAF